# Ван Хёрк, Генри
Генри-Фердинанд Ван Хёрк (нидерл. Henri-Ferdinand Van Heurck, 1838—1909) — бельгийский ботаник, диатомолог, популяризатор науки.

## Биография
Родился 28 августа 1838 года в Антверпене. С детства интересовался изучением растений. Учился в иезуитском училище в Алсте, затем — в Королевском Атенеуме. С 1858 года Ван Хёрк вместе с де Бёккером начал систематическое изучение флоры окрестностей Антверпена, впоследствии они вместе основали Антверпенское травное общество. В 1859 году Ван Хёрк начал самостоятельное изучение диатомовых водорослей.
В 1861 году Ван Хёрк отправился в Бонн, где учился у профессора Германа Шахта анатомии растений и технике создания микропрепаратов.
С 1867 года Ван Хёрк преподавал химию в школе в Антверпене. В 1869 году Ван Хёрк стал почётным доктором Ростокского университета. С 1877 года он был директором Антверпенского ботанического сада.
В 1882 году Ван Хёрк впервые использовал электрический свет для работы с микроскопом. В 1891 году в Королевском Атенеуме он организовал Международную выставку микрофотографии.
Скончался 13 марта 1909 года. Через два дня была опубликована его последняя работа по диатомовым — Diatomées de l’Expédition antartique Belge.

## Некоторые научные работы
- Van Heurck, H.; De Beucker, J. I. Antwerpsche analytische flora. — Antwerpen, 1861. — 192 p.
- Van Heurck, H.; Wesmael, A. Prodrome de la flore du Brabant. — Louvain, 1861. — 96 p.
- Van Heurck, H.; Guibert, V. Flore médicale belge. — Louvain, 1864. — 445 p.
- Van Heurck, H. Le microscope. — Paris, 1865. — 104 p.
- Van Heurck, H. Observationes botanicae. — Berlin, 1870—1871. — 249 p.
- Van Heurck, H. Nations succinctes sur l'origine et l'emploi des drogues simples. — Bruxelles, 1876. — 259 p.
- Van Heurck, H. Synopsis des Diatomées de Belgique. — Anvers, 1885. — 235 p.
- Van Heurck, H. Prodrome de la flore des algues marines des Iles anglo-normandes. — Jersey, 1908. — 120 p.

## Роды, названные в честь Г. Ван Хёрка
- Vanheurckia Bréb., 1868
- Vanheurckiella Pant. ex Perag., 1897, nom. dub.